# Amaya (cràter)
Amaya és un cràter d'impacte en el planeta Venus de 34,5 km de diàmetre. Porta el nom de Carmen Amaya (1918-1963), ballarina i cantant de flamenc espanyola, i el seu nom va ser aprovat per la Unió Astronòmica Internacional el 1991.